# Ambrose's Sour Grapes
Ambrose's Sour Grapes és una pel·lícula muda de la Keystone protagonitzada per Ambrose (Mack Swain). Malgrat que així consta en algunes fonts, no és clar que el director fos Walter Wright. La pel·lícula, de dues bobines, es va estrenar l'1 de març de 1915.

## Argument
Ambrose perd la seva xicota quan es comporta de manera molt covarda en ser atracat en el parc. El seu rival rescata la noia i esdevé el seu enamorat. La noia té una germana bessona ja casada i es produeixen tot un seguit de confusions.

## Repartiment
- Mack Swain (Ambrose)
- Harry Gribbon (rival)
- Edgard Kennedy (el marit de la segona bessona)
- Les bessones McKinnon (les bessones)
- Chester Conklin (Walrus)
- Mae Busch (xicota de Walrus)
- Louise Fazenda (noia al parc que rep patada al cul)
- Frank Hayes (director de l’hotel)
- Cecile Arnold (en el lobby)
- Edwin Frazee (atracador)
- Billie Walsh (espctador al parc)